# 郡衙
郡衙（ぐんが）は、日本の古代律令制度の下で、郡の官人（郡司）が政務を執った役所である。国府や駅とともに地方における官衙施設で、郡家（ぐうけ・ぐんげ・こおげ・こおりのみやけ）とも表記され、考古学では郡衙、史料上（歴史学）では郡家と表記される傾向がある。

## 概説
郡衙施設の構成は、郡司が政務にあたる郡庁の正殿・脇殿のほか、田租・正税出挙稲を保管する正倉、宿泊施設などの建築物からなる。
郡は、国司の所在する国府から間接支配程度に統制された。律令制発足時は、旧国造などの在地有力豪族が郡司に任じられることが多く、住民を密接に把握し、戸籍を作成し、その地域の律令制行政の大半を担った。郡域が広大な場合には郡内に別院の政治的拠点が存在していたと考えられている。
郡衙所在地は、国府とは異なり、立郡の事情や政治的変遷により移転が多かったこともあり、その特定は容易ではない。近年は考古学における発掘調査の進展や既知の遺跡の再検討により、官衙施設に関係する大型建築跡や墨書土器、祭祀遺物、木簡などの出土遺物により、多数の官衙関係遺跡も発見されている。
これらの成果により、国府と郡衙間、または郡衙と郡衙間を結ぶ古代の交通体系などの解明が進んでいる。
また9世紀後半以降、国司の権限が大幅に強化され、受領化するとともに、郡司の権限は大幅に縮小され、全国的に郡衙が衰退したことも裏付けられている。
なお、1878年の郡区町村編制法によって編制された近代（明治・大正期）の郡の役所は郡役所と称する。

## 各地の郡衙

### 新治郡衙
常陸国の11郡衙跡は11郡のうち2不明を除いて大体比定されている。新治郡は筑西市古郡、白壁郡は不明（真壁郡…桜川市真壁町古城・源法寺）、筑波郡はつくば市平沢、河内郡はつくば市金田台、信田郡は不明、行方郡は行方市内（？）、鹿島郡は鹿嶋市神野向、那賀郡は水戸市渡里、久慈郡は常陸太田市大里町・薬谷町、多珂郡は高萩市内（？）、茨城郡は石岡市茨城に比定されている。
このうち常陸国新治郡の郡衙である新治郡衙（にいはりぐんが）については、古くから知られており、1941年（昭和16年）から1943年（昭和18年）に発掘調査され、古郡の台地上に51棟の建物郡が確認されている。北部に25棟、西部に9棟、東部に13棟、南部に4棟。西部に庁屋、東部に不動倉が配置されている。これら建物跡の平面形は大小が見られ、12～13メートル×9～10メートルの大きさも建物が東部で8軒、北部で7軒、南部で4軒で最も多い。北部群中には48×14メートルの東西棟がある。西部では同一のものはなく、17×17メートル（方5間）と14×14メートル（方4間）がみられる。これらの建物配置から西部群に住宅風の庁屋、厨家と推測できる建物であり、あとの3郡は2列から4列に規則正しく並び、正倉・不動倉・倉庫などと考えられている。
さらにこの郡衙跡に隣接して新治廃寺跡（氏寺＝郡分寺か）、瓦窯跡、工房跡、須恵器窯跡などが確認されている。

### 志太郡衙

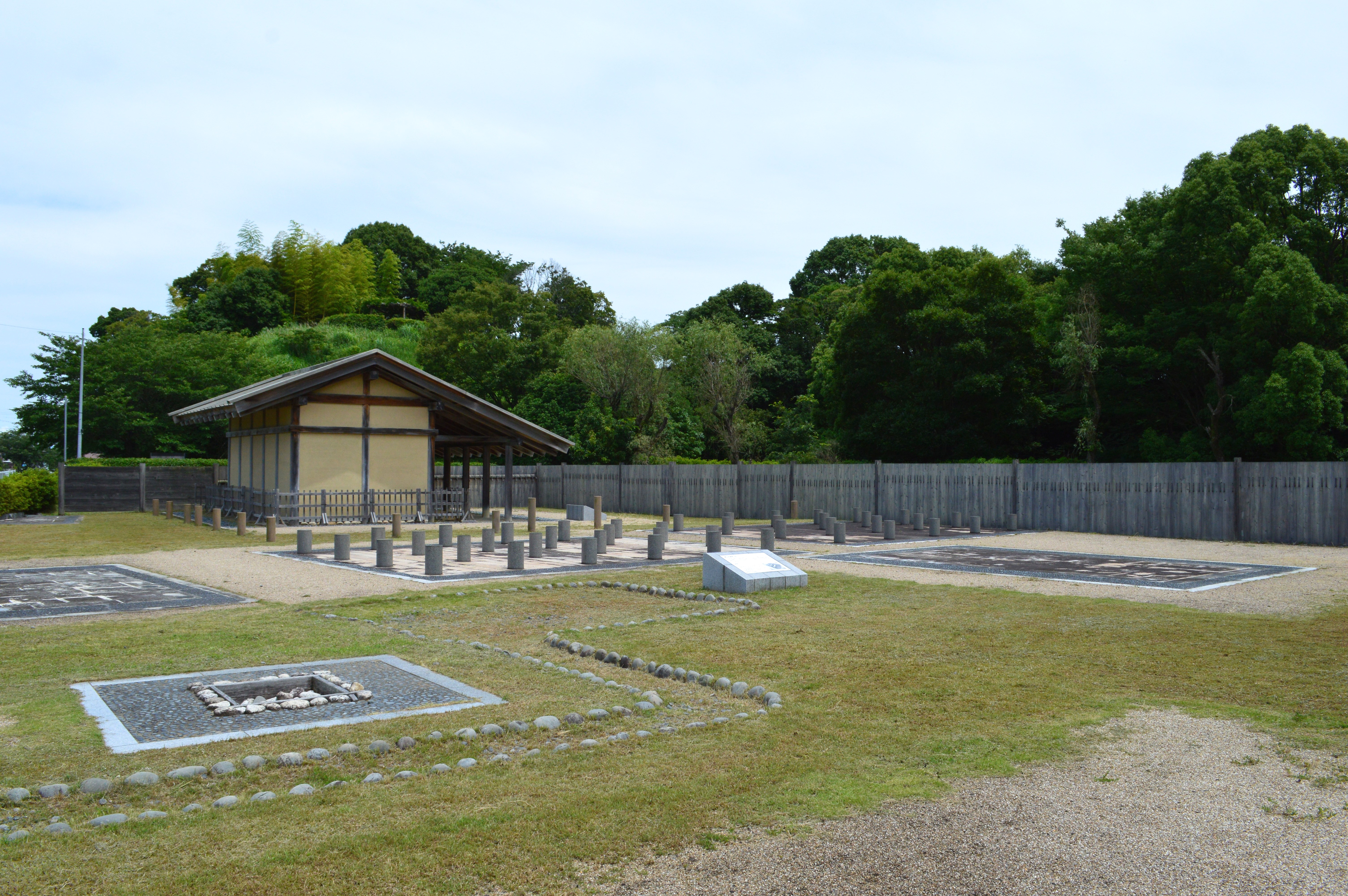
志太郡衙跡（静岡県藤枝市）

志太郡衙は、駿河国志太郡の郡衙で、静岡県藤枝市南駿河台一丁目に所在する。別称を御子ヶ谷（みこがや）遺跡という。この郡衙は、大井川の形成する扇状地の北辺丘陵地帯にあり、東・西・南の三方を囲まれ、およそ130×120メートルほどの小さな谷地形のなかに位置している。1977年（昭和52年）御子ヶ谷地区の水田地で多量の遺構（板塀で囲まれた区画の中に掘立柱建物群(30)・井戸・門・道路遺構、地名「志太」・官職名「大領」などを記した269点の墨書土器・木簡など）が発見され、地方官衙の可能性が出てきた。1980年（昭和55年）10月、「志太郡衙跡」として国史跡に指定された。遺跡の建物群は南北・東西に方位をそろえ整然と配置され、西・東の二グループに分けられる。西半分には規模の大きい東西とを中心に井戸をもつ広場や南北棟が近接しており、中枢部分であると推定されている。東半分には倉庫・雑舎様の建物が密集しており、これを囲むように土塁状施設や杉板による板塀が設けられている。

### 嶋上郡衙

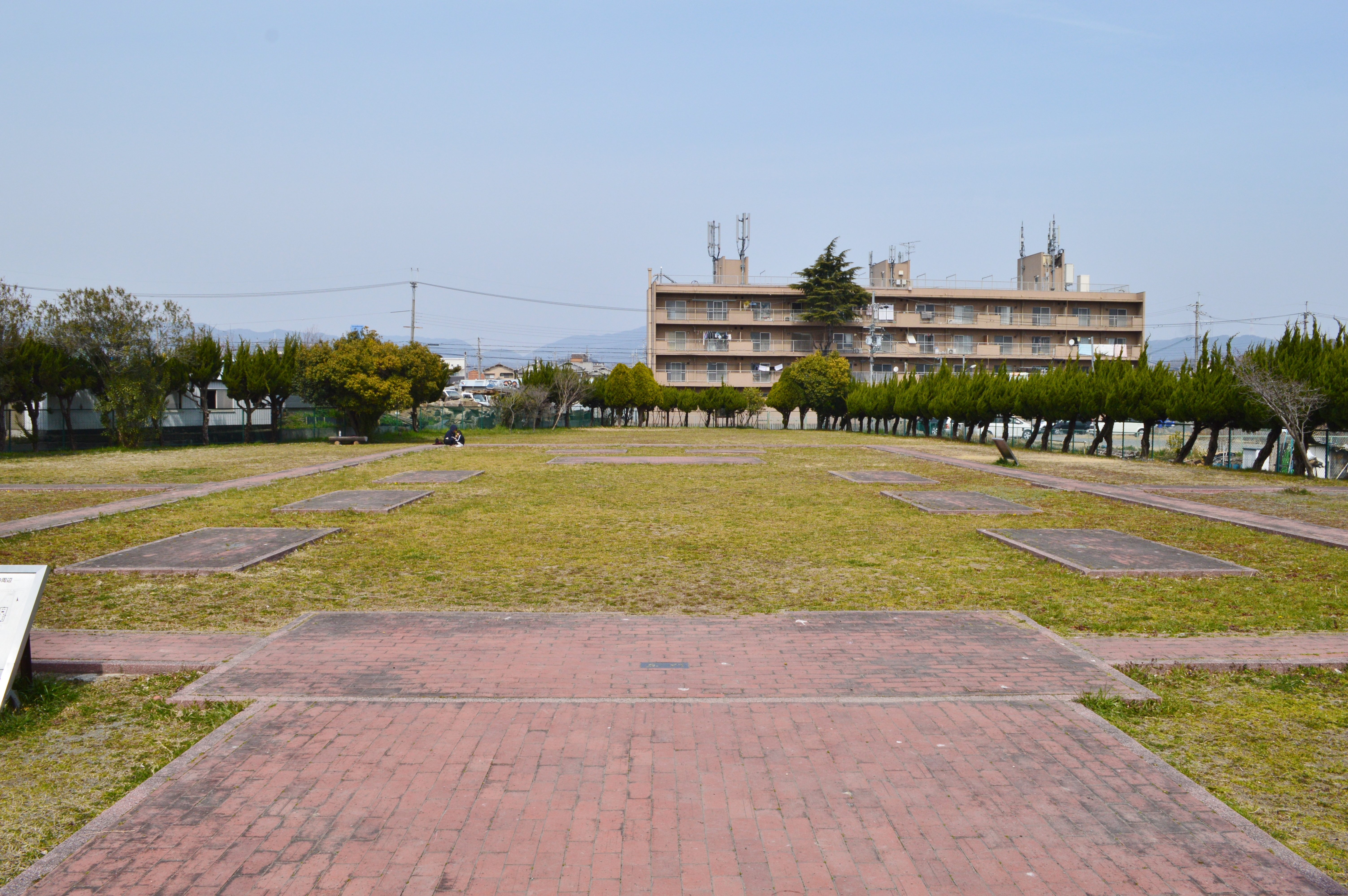
嶋上郡衙跡（大阪府高槻市）

嶋上郡衙は、摂津国島上郡の郡衙で、大阪府高槻市川西町・清福寺町・郡家(ぐんげ)新町に所在する。別称は郡家川西遺跡である。1970年（昭和45年）5月から翌年にかけての緊急発掘で、奈良時代の大型掘立柱建物群が検出され、井戸の底から「上郡」と記された墨書土器（土師器）数点が出土した。続いての範囲確認調査で約三町の郡家域が想定され、1971年（昭和46年）5月に国史跡に指定された。西側に伝継体天皇陵の今城塚古墳が存在する。8世紀には郡衙が成立し、10世紀後半頃には崩壊していったと推定されている。

### その他
京都府城陽市の正道官衙遺跡は、山背（山城）国久世郡の郡衙と推定されている。大規模な正殿が広場に面して建ち、何棟かの建物が建ち並び、築地塀で囲まれている。8世紀の造営で、9世紀前半まで存続した。
広島県の郡家遺跡として唯一発掘調査で確認されたのが三次市にある下本谷遺跡である。東西54メートル、南北114メートルの区画内に庁屋（ちょうのや）・副屋（そうのや）・向屋（むかいや）があり、倉庫群跡も確認された。奈良時代後半から平安初期までに4回の変遷があった。遺跡は大部分破壊されてしまっている。
東山道・東海道の結節点に位置する甲斐国では4郡の郡衙がおむね比定されており、東海道から甲斐国府を結ぶ官道である甲斐路、甲斐国府から巨摩郡衙を経て東山道を結ぶ伝路を中心に各郡と信濃・駿河・武蔵の郡衙を結ぶ交通体系が存在していたと考えられている。

### 郡衙遺跡一覧

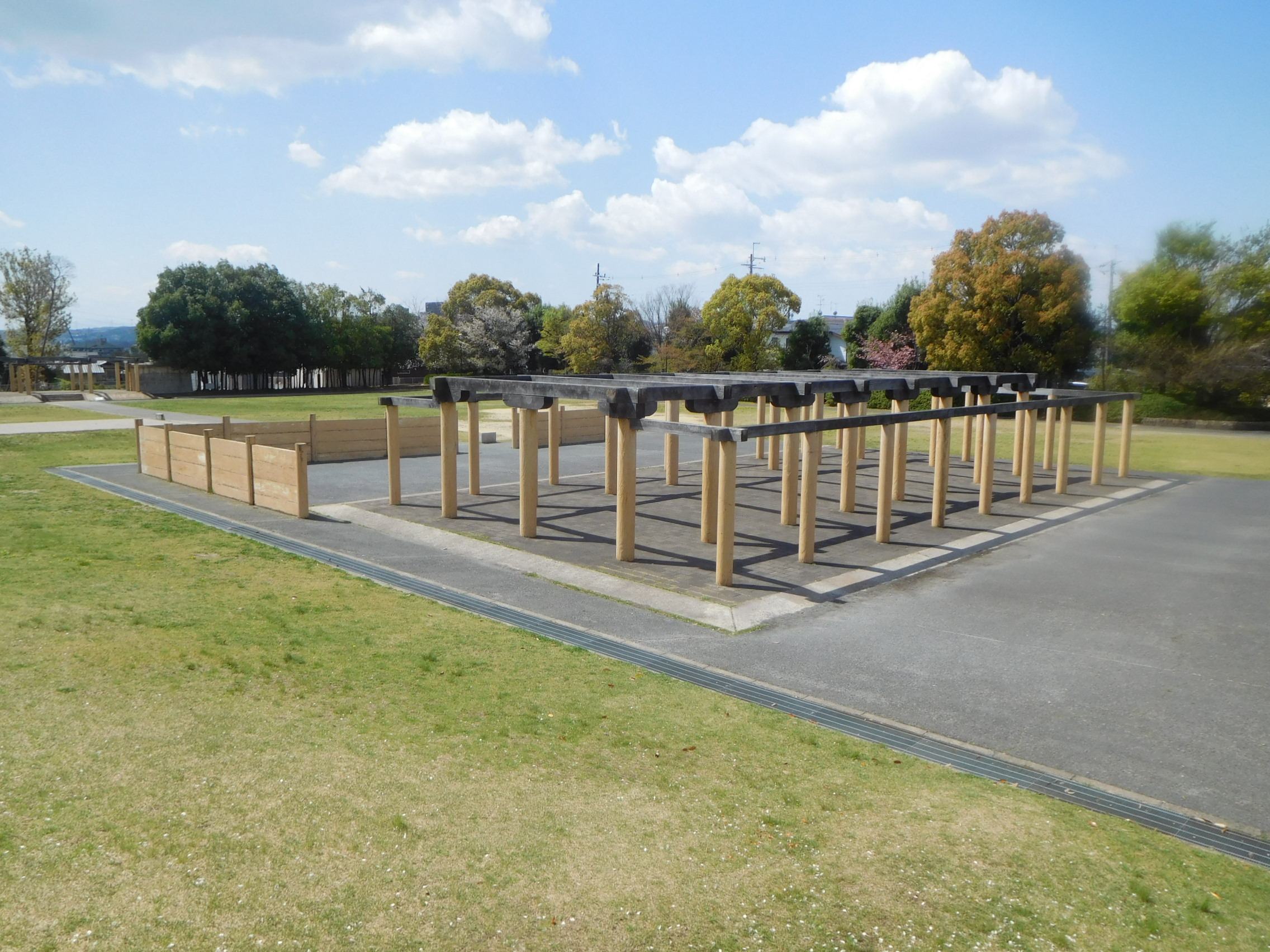
正道官衙遺跡

推定されているものが多い中、発掘される例もあり、次第に国史跡などに指定される例も出てきている。

#### 東北地方
- 三十三間堂官衙遺跡 - 宮城県亘理町。亘理郡衙。国史跡。
- 東山官衙遺跡 - 宮城県加美町。賀美郡衙。国史跡。
- 赤井官衙遺跡群 - 宮城県東松島市。牡鹿郡家。国史跡。
- 吉岡東官衙遺跡 - 宮城県大和町。黒川郡衙と推定。県史跡。
- 関和久官衙遺跡 - 福島県泉崎村。白河郡衙。国史跡。
- 泉官衙遺跡 - 福島県相馬市。行方郡衙。国史跡。
- 根岸官衙遺跡群 - 福島県いわき市。磐城郡。国史跡。

#### 関東地方
- 新治郡衙跡 - 茨城県筑西市。国史跡。
- 神野向遺跡 - 茨城県鹿嶋市。鹿島郡衙と推定。
- 平沢官衙遺跡 - 茨城県つくば市。筑波郡衙。国史跡。
- 金田官衙遺跡 - 茨城県つくば市。河内郡衙。国史跡。
- 那須官衙遺跡 - 栃木県那須町。那須郡。国史跡。
- 上神主・茂原官衙遺跡 - 栃木県上三川町。河内郡衙。国史跡。
- 上野国新田郡庁跡 - 群馬県太田市。新田郡衙。国史跡。
- 多胡郡衙正倉跡 - 群馬県高崎市。国史跡。
- 上野国佐位郡正倉跡 - 群馬県伊勢崎市。佐位郡衙。国史跡。
- 幡羅官衙遺跡群 - 埼玉県深谷市。幡羅郡衙。国史跡。
- 中宿古代倉庫群跡 - 埼玉県深谷市。榛沢郡衙。県史跡。
- 相馬郡衙正倉跡 - 千葉県我孫子市。相馬郡衙。県史跡。
- 御殿前遺跡 - 東京都北区。豊島郡衙と推定。北区指定文化財。
- 橘樹官衙遺跡群 - 神奈川県川崎市。橘樹郡衙。国史跡。
- 長者原遺跡 - 神奈川県横浜市。都筑郡衙と推定。
- 今小路西遺跡 - 神奈川県鎌倉市。鎌倉郡衙と推定。
- 下寺尾官衙遺跡群 - 神奈川県茅ケ崎市。高座郡衙。国史跡。遺跡発見により神奈川県立茅ヶ崎北陵高等学校の建て替えが中止、現在も仮校舎で授業を行っている。

#### 中部地方
- 八幡林官衙遺跡 - 新潟県長岡市。古志郡衙。国史跡。
- 恒川官衙遺跡 - 長野県飯田市。伊那郡衙。国史跡。
- 弥勒寺官衙遺跡 - 岐阜県関市。武儀郡衙。国史跡。
- 志太郡衙跡 - 静岡県藤枝市。国史跡。
- 伊場遺跡 - 静岡県浜松市。敷智郡衙。

#### 近畿地方
- 久留倍官衙遺跡 - 三重県四日市市。朝明郡衙と推定。国史跡。
- 正道官衙遺跡 - 京都府城陽市。久世郡衙。国史跡。
- 嶋上郡衙 - 大阪府高槻市。国史跡。

#### 中国地方
- 下岡田官衙遺跡 - 広島県府中町。安芸駅家もしくは安芸郡衙。国史跡。
- 大高野官衙遺跡 - 鳥取県琴浦町。八橋郡。国史跡。

#### 四国地方
- 久米官衙遺跡群 - 愛媛県松山市。国史跡。久米郡の官衙と推定。

#### 九州地方
- 小郡官衙遺跡 - 福岡県小郡市。御原郡衙。国史跡。
- 阿恵官衙遺跡 - 福岡県粕屋町。糟屋郡衙。国史跡。
- 大ノ瀬官衙遺跡 - 福岡県上毛町。上毛郡衙。国史跡。
- 長者屋敷官衙遺跡 - 大分県中津市。下毛郡衙。国史跡。